# Geniu pustiu

Geniu Pustiu este un fragment de roman scris de Mihai Eminescu și publicat postum.